# Historias de diván (serie de televisión)
Historias de diván es una miniserie argentino-uruguaya de 2013, filmada en Montevideo y producida por Yair Dori y Canal 10, emitida por Telefe. La misma se basa en el libro Historias de diván. Ocho relatos de vida. del psicoanalista argentino Gabriel Rolón, que retrata casos reales en los que se presentan diálogos entre analista y paciente.
Está protagonizada por Jorge Marrale, y a él lo acompañan los actores María Mendive, Humberto de Vargas y Celeste Gerez, que completan el elenco fijo. Además cuenta con participaciones especiales de reconocidos actores argentinos y uruguayos que personifican a diferentes pacientes.

## Premisa
Historias de Diván consta de 26 relatos de vidas, de media hora cada uno, basados en casos reales de individuos que atraviesan graves situaciones pero que a la vez están dispuestos a luchar para salir del sufrimiento que estas le causan. La ficción tuvo el asesoramiento de la Red Iberoamericana de Ecobioética, que integra la Iinternational Network of the Unesco chair in Bioethics.
El elenco rotativo de primeras figuras que forman parte del unitario está conformado por los siguientes actores: Pablo Rago, Susú Pecoraro, Alejandro Awada, Luis Ziembrowski, Carlos Portaluppi, Fabián Vena, Arturo Goetz, Tomás Fonzi, Jorgelina Aruzzi, María Abadi, Valentina Bassi, Harry Havilio, Emilia Attias, Alejo Ortiz, Lola Berthet, Patricio Contreras, Romina Ricci, Vanesa González, Laura Azcurra, Vera Carnevale, Tomás Wicz y Claudio Quinteros, entre otros.

## Sinopsis
Manuel Levín (Jorge Marrale) es un terapeuta que recibe en su consultorio a pacientes y él es el encargado de hilar las tramas de los mismos. Su vida familiar se debate entre su hija Celeste (Celeste Gerez), que lo acusa del suicidio de su madre y su nueva esposa, Verónica (María Mendive), que intenta unir los lazos familiares.

## Emisión
La ficción se estrenó en la Argentina, el 6 de abril de 2013 en el horario de las 23:45 (UTC-3).
| País                 | Título alternativo / Traducción | Cadena(s) | Primera emisión     | Última emisión           | Horario semanal | Hora  |
| -------------------- | ------------------------------- | --------- | ------------------- | ------------------------ | --------------- | ----- |
| Bandera de Argentina | Historias de diván              | Telefe    | 6 de abril de 2013  | 28 de septiembre de 2013 | Sábados         | 23:45 |
| Bandera de Uruguay   | Historias de diván              | Canal 10  | 4 de mayo de 2013   | TBA                      | Sábados         | 23:00 |
| Bandera de Israel    | סיפורים מכורסת הפסיכולוג        | Canal 1   | 21 de marzo de 2013 | TBA                      | Jueves          | 22:30 |

## Elenco

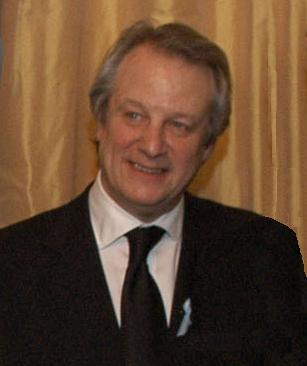
Jorge Marrale, protagonista de «Historias de diván».

### Protagonista
- Jorge Marrale, en el papel de «Manuel Levín», psicólogo, el divide su vida entre sus pacientes, su hija «Celeste» y su esposa «Verónica».

### Elenco de reparto
- María Mendive, en el papel de «Verónica Toledo», psicóloga, actual esposa de «Manuel», ella vive con dolor la distancia que pone en la relación su hijastra «Celeste».
- Humberto de Vargas, en el papel de «Pedro Alonso», mejor amigo de «Manuel» y psiquiatra también. Busca mejorar la relación entre su amigo y su hija, «Celeste».
- Celeste Gerez, en el papel de «Celeste Levín», hija de «Manuel», se halla traumatizada por presenciar el suicidio de su madre, «Sara».

### Recurrentes
- ¿?, en el papel de «Eva», mejor amiga de «Verónica».
- ¿?, en el papel de «Lourdes», mejor amiga de «Celeste» y posteriormente se convierte en su pareja.
- Gabriela Iribarren, en el papel de «Sara (†)», exesposa de «Manuel» y madre de «Celeste», se suicidó en presencia de su hija tras descubrir por boca de esta sobre la relación de su marido con «Verónica», posteriormente se descubre que ella ya lo sabía pero que nunca dijo nada al respecto, ya que al final de la serie se descubre que cuando «Celeste» era una bebé su madre intentó ahogarla y por eso «Manuel» terminó su relación con ella pero nunca se alejó para no dejar a su hija a solas con ella. Aún después de muerta su espíritu habla con «Manuel» en sus momentos de soledad.

### Participaciones
| Capítulo | Título                                  | Personaje           | Actor/Actriz original | Fecha                    | Adaptado de                                                                                       |
| -------- | --------------------------------------- | ------------------- | --------------------- | ------------------------ | ------------------------------------------------------------------------------------------------- |
| 1        | “Infidelidad”                           | Mariano             | Pablo Rago            | 6 de abril de 2013       | Historias de diván. Ocho relatos de vida. - Capítulo 2: “Entre El Amor Y El Deseo, La Indecisión” |
| 1        | “Infidelidad”                           | Débora              | Laura Azcurra         | 6 de abril de 2013       | Historias de diván. Ocho relatos de vida. - Capítulo 2: “Entre El Amor Y El Deseo, La Indecisión” |
| 2        | ”La Historia De Isabel”                 | Isabel Martirena    | Vanesa González       | 13 de abril de 2013      | ¿?                                                                                                |
| 3        | “La Culpa De Antonio”                   | Antonio             | Alejandro Awada       | 20 de abril de 2013      | Historias de diván. Ocho relatos de vida. - Capítulo 8: “La Mirada de Dios”                       |
| 4        | “Dolor Propio Y Ajeno”                  | Majo (†)            | Vera Carnevale        | 27 de abril de 2013      | Historias de diván. Ocho relatos de vida. - Capítulo 5: “El Dolor Del Analista”                   |
| 5        | “La Lucha de Majo”                      | Majo (†)            | Vera Carnevale        | 4 de mayo de 2013        | Historias de diván. Ocho relatos de vida. - Capítulo 5: “El Dolor Del Analista”                   |
| 6        | “Los Celos De Dario”                    | Dario               | Tomás Fonzi           | 11 de mayo de 2013       | Historias de diván. Ocho relatos de vida. - Capítulo 6: “Los Celos Y Las Máscaras”                |
| 7        | “Luciana, Una Mujer Golpeada”           | Luciana             | María Abadi           | 18 de mayo de 2013       | Palabras cruzadas - Caso 2: “Luciana”                                                             |
| 8        | “Luciana Y El Fin De La Violencia”      | Luciana             | María Abadi           | 25 de mayo de 2013       | Palabras cruzadas - Caso 2: “Luciana”                                                             |
| 9        | “Un Divorcio Conflictivo”               | Laura               | Valentina Bassi       | 1 de junio de 2013       | Historias de diván. Ocho relatos de vida. - Capítulo 1: “El Fantasma Del Abandono”                |
| 10       | “La Revelación De Víctor”               | Víctor              | Claudio Quinteros (†) | 8 de junio de 2013       | Palabras cruzadas - Caso 5: “Víctor”                                                              |
| 11       | “La Angustia De Norma”                  | Norma               | Sandra Rodríguez      | 15 de junio de 2013      | Palabras cruzadas - Caso 1: “Norma”                                                               |
| 12       | “La Búsqueda Del Equilibrio Emocional”  | Rodolfo             | Arturo Goetz (†)      | 22 de junio de 2013      | Palabras cruzadas - Caso 3: “Rodolfo”                                                             |
| 13       | “La Historia De Rodolfo, Segunda Parte” | Rodolfo             | Arturo Goetz (†)      | 29 de junio de 2013      | Palabras cruzadas - Caso 3: “Rodolfo”                                                             |
| 14       | “Natalia Busca Su Lugar En El Mundo”    | Natalia             | Emilia Attias         | 6 de julio de 2013       | Historias de diván. Ocho relatos de vida. - Capítulo 7: “Pagar Con El Cuerpo”                     |
| 15       | “Amor De Padre”                         | Esteban             | Carlos Portaluppi     | 13 de julio de 2013      | Historias Inconscientes - Capítulo 5: “La voz del Amor”                                           |
| 16       | “Vencer El Silencio”                    | Cecilia             | Lola Berthet          | 20 de julio de 2013      | Historias de diván. Ocho relatos de vida. - Capítulo 4: “Los Pactos De Silencio”                  |
| 17       | “Heridas Del Pasado”                    | Alejandro           | Luis Ziembrowski      | 27 de julio de 2013      | Historias Inconscientes - Capítulo 1: “Habitante del Horror”                                      |
| 18       | “Las Partidas Y Los Duelos”             | Amalia              | Susú Pecoraro         | 3 de agosto de 2013      | Historias de diván. Ocho relatos de vida. - Capítulo 3: “La Dama De Los Duelos”                   |
| 19       | “Crecer De Golpe”                       | Rocío               | Emilia Mori           | 10 de agosto de 2013     | Palabras cruzadas - Caso 4: “Rocío”                                                               |
| 20       | “Novia Fugitiva”                        | Horacio             | Fabián Vena           | 17 de agosto de 2013     | Historias Inconscientes - Capítulo 3: “Vivir sin deber”                                           |
| 21       | “Un Niño En El Momento Más Oscuro”      | Ramiro              | Tomás Wicz            | 24 de agosto de 2013     |                                                                                                   |
| 22       | “Convivir Con La Discriminación”        | Ayelén              | Jorgelina Aruzzi      | 31 de agosto de 2013     | Historias Inconscientes - Capítulo 2: “La mirada del Otro”                                        |
| 23       | “Duda De Identidad”                     | Cristian            | Alejo Ortiz           | 7 de septiembre de 2013  | Historias Inconscientes - Capítulo 4: “Desear al límite”                                          |
| 24       | “Enfrentar La Infidelidad”              | Dr. Julio Larrañaga | Patricio Contreras    | 14 de septiembre de 2013 | Historias Inconscientes - Capítulo 7: “Amar con locura”                                           |
| 25       | “Juegos De Seducción”                   | Débora              | Romina Ricci          | 21 de septiembre de 2013 | Historias Inconscientes - Capítulo 1: “El placer de ser la Otra”                                  |
| 26       | “Asuntos Pendientes”                    | Dalmiro             | Harry Havilio         | 28 de septiembre de 2013 |                                                                                                   |

## Audiencia
| Sábado                      | 6 de abril de 2013       | Capítulo 1: Infidelidad                            | 6.3 | Sí (Cine El Trece)                            | [ 8 ]  |
| Sábado                      | 13 de abril de 2013      | Capítulo 2: La historia de Isabel                  | 6.1 | No (Cine El Trece)                            | [ 9 ]  |
| Sábado                      | 20 de abril de 2013      | Capítulo 3: La culpa de Antonio                    | 4.9 | No (Soñando por cantar)                       | [ 10 ] |
| Sábado                      | 27 de abril de 2013      | Capítulo 4: Dolor propio y ajeno                   | 4.8 | Sí (Soñando por cantar)                       | [ 11 ] |
| Sábado                      | 4 de mayo de 2013        | Capítulo 5: La lucha de Majo                       | 5.3 | No (Real o no real)                           | [ 12 ] |
| Sábado                      | 11 de mayo de 2013       | Capítulo 6: Los celos de Darío                     | 4.1 | Sí (Real o no real)                           | [ 13 ] |
| Sábado                      | 18 de mayo de 2013       | Capítulo 7: Luciana, una mujer golpeada            | 3.6 | No (Real o no real)                           | [ 14 ] |
| Sábado                      | 25 de mayo de 2013       | Capítulo 8: Luciana y el fin de la violencia       | 5.2 | No (Soñando por cantar)                       | [ 15 ] |
| Sábado                      | 1 de junio de 2013       | Capítulo 9: Un divorcio conflictivo                | 6.1 | Sí (Real o no real)                           | [ 16 ] |
| Sábado                      | 8 de junio de 2013       | Capítulo 10: La revelación de Víctor               | 6.4 | Sí (Real o no real)                           | [ 17 ] |
| Sábado                      | 15 de junio de 2013      | Capítulo 11: La angustia de Norma                  | 5.2 | Sí (Real o no real)                           | [ 18 ] |
| Sábado                      | 22 de junio de 2013      | Capítulo 12: La búsqueda del equilibrio emocional  | 5.2 | Sí (Salón int. del automotor)                 | [ 19 ] |
| Sábado                      | 29 de junio de 2013      | Capítulo 13: La historia de Rodolfo, segunda parte | 4.8 | Sí (Real o no real)                           | [ 20 ] |
| Sábado                      | 6 de julio de 2013       | Capítulo 14: Natalia busca su lugar en el mundo    | 7.2 | Sí (Real o no real)                           | [ 21 ] |
| Sábado                      | 13 de julio de 2013      | Capítulo 15: Amor de padre                         | 6.2 | No (Soñando por cantar) / Sí (Real o no real) | [ 22 ] |
| Sábado                      | 20 de julio de 2013      | Capítulo 16: Vencer el silencio                    | 4.9 | Sí (Real o no real)                           | [ 23 ] |
| Sábado                      | 28 de julio de 2013      | Capítulo 17: Heridas del pasado                    | 3.2 | No (Real o no real)                           | [ 24 ] |
| Sábado                      | 3 de agosto de 2013      | Capítulo 18: Las partidas y los duelos             | 3.9 | No (Real o no real)                           | [ 25 ] |
| Sábado                      | 10 de agosto de 2013     | Capítulo 19: Crecer de golpe                       | 5.6 | Sí (Real o no real)                           | [ 26 ] |
| Sábado                      | 17 de agosto de 2013     | Capítulo 20: Novia fugitiva                        | 5.4 | Sí (Real o no real)                           | [ 27 ] |
| Sábado                      | 24 de agosto de 2013     | Capítulo 21: Un niño en el momento más oscuro      | 5.6 | Sí (Real o no real)                           | [ 28 ] |
| Sábado                      | 31 de agosto de 2013     | Capítulo 22: Convivir con la discriminación        | 5.3 | Sí (Real o no real)                           | [ 29 ] |
| Sábado                      | 7 de septiembre de 2013  | Capítulo 23: Duda de identidad                     | 6.7 | Sí (Real o no real)                           | [ 30 ] |
| Sábado                      | 14 de septiembre de 2013 | Capítulo 24: Enfrentar la infidelidad              | 5.9 | Sí (Real o no real)                           | [ 31 ] |
| Sábado                      | 21 de septiembre de 2013 | Capítulo 25: Juegos de seducción                   | 4.7 | Sí (Real o no real)                           | [ 32 ] |
| Sábado                      | 28 de septiembre de 2013 | Capítulo 26: Asuntos pendientes                    | 4.6 | Sí (Real o no real)                           | [ 33 ] |
| Datos oficiales según IBOPE |                          |                                                    |     |                                               |        |

     Mayor índice de audiencia del programa.

     Menor índice de audiencia del programa.

## Ficha técnica
- Idea Original: Juan José Jusid
- Productora General: Carolina Vespa
- Director: Juan José Jusid
- Productores Ejecutivos: Raúl Rodríguez Peila y Diego Robino
- Autores: Marcelo Camaño y Gabriel Rolón
- Director de Fotografía: Juan Carlos Lenardi
- Directora de Arte: Valeria Jusid
- Música: Federico Jusid
- Jefe de Producción: Juan Carlos Lanús
- Asistente de Dirección: Guillermo Greco
- Line Producer: Santiago López
- Dirección de Edición: Lorenzo Bombicci
- Productora: Yair Dori